# The Fantastic Four (film)
The Fantastic Four è un film inedito diretto da Oley Sassone. È un film di supereroi indipendente con protagonista il team dei Fantastici Quattro, creato per i fumetti Marvel Comics da Stan Lee e Jack Kirby. La distribuzione del film venne inizialmente annunciata per il 4 settembre 1993, poi posticipata al 19 gennaio 1994 (e questo è l'anno che compare nei titoli di coda), ma esso non venne mai distribuito ufficialmente.

## Trama
Reed Richards e Victor von Doom sono due giovani studenti universitari di fisica che lavorano assieme ad un acceleratore di particelle, sfruttano l'opportunità di una cometa di passaggio per provare un esperimento; tuttavia, l'esperimento va storto, lasciando Victor orribilmente segnato, che viene creduto morto. Susan e Johnny Storm sono due bambini che vivono con la loro madre, che ha una pensione dove vive Reed. Ben Grimm è un amico di famiglia e un compagno di college di Reed.
Passati dieci anni Richards è un affermato scienziato che lavora ancora all'acceleratore: la soluzione per il suo funzionamento sembra essere una maggiore energia che deve essere necessariamente tratta da una cometa. Grazie a una composizione di natura adamantina viene alimentata una navicella spaziale che porta Richards assieme all'amico Ben Grimm e i fratelli Susan e Johnny Storm nello spazio alla ricerca della fonte di energia necessaria per l'alimentatore. Avviene però un incidente: il diamante originale è stato rubato e sostituito con un falso dal Gioielliere, un mostruoso e avido personaggio amante delle pietre preziose, causando l'incidente allo shuttle che espone i quattro all'energia della cometa e li fa precipitare, incolumi, sulla Terra.
I quattro scoprono i loro superpoteri quando una squadra delle forze dell'ordine li conduce in un laboratorio per studiarli: la struttura corporea di Reed è diventata elastica, Susan può diventare invisibile, Johnny può generare fuoco su richiesta e Ben si è trasformato in una creatura con pelle simile alla pietra: la Cosa. Successivamente vengono catturati dagli uomini di Victor, che si fingono marines, perché i quattro sono precipitati a Latveria, il regno di von Doom ormai divenuto Dottor Destino, dal quale però fuggono facilmente. Tornati a New York, si raggruppano nel Baxter Building. Ben Grimm - trasformato nella Cosa, abbandona il gruppo a causa delle sue orribili sembianze, che non gli permettono di vivere una vita normale. Vagabondando per la città incontra un gruppo di morloch che lo convincono ad unirsi alla banda del Gioielliere, composta da freaks. Qui giunto trova nel covo Alicia Masters, una giovane scultrice non vedente, con la quale aveva avuto un rapido incontro prima della trasformazione, ma sufficiente a far capire ai due di provare del sentimento l'uno verso l'altra.
Victor aveva bisogno del diamante necessario per catturare i poteri della cometa. Il Gioielliere avrebbe poi consegnato il vero diamante all'artista cieca Alicia Masters, anch'essa rapita da scagnozzi senza fissa dimora che lavoravano per il Gioielliere poiché quest'ultimo vuole che Alicia sia la sua sposa, con il diamante come regalo per il matrimonio. Tuttavia, Doom e i suoi scagnozzi individuano la tana del Gioielliere. Gli scagnozzi di Doom prima cercano di fare un patto con lui, senza successo. Doom, scontento, afferra il diamante e minaccia di uccidere Alicia, dopodiché Ben entra nella stanza, e qui riassume la sua forma umana. Inseguito da Doom, Ben corre lungo le strade della città e, frustrato per la sua impotenza, in qualche modo ritorna ad essere la Cosa.
Segue uno scontro a fuoco tra Doom e gli uomini del Gioielliere. Doom prende il diamante per alimentare un cannone laser che distruggerà New York City. Ben ritorna dai suoi amici e nel frattempo Reed ha capito che Doom è in realtà Victor. Comprendendo che sono gli unici che possono fermare Doom, indossano dei costumi e ritornano nel castello di Doom. Lì, i Fantastici Quattro combattono una serie di militari di Doom. Reed ha uno scontro finale con Doom, che termina con Doom che si suicida presumibilmente, anche se dopo essere caduto nella nebbia, il suo guanto, rimasto sul balcone, inizia a muoversi. Johnny diventa la torcia umana per stare tra il colpo del cannone laser e la città e spingere così il raggio nello spazio. Ben libera Alicia e finalmente si presenta a lei. Sente la superficie rocciosa del suo viso, ma non è turbata dal suo aspetto alterato. Successivamente, i Quattro si dedicano alla lotta contro il male.
Il film termina con Reed e Susan che si sposano.

## Produzione
Nel 1983 il produttore tedesco Bernd Eichinger ebbe un incontro con Stan Lee a Los Angeles, per valutare la possibilità di realizzare un film ispirato al suo fumetto dei Fantastici 4, anche se i diritti per tutti i personaggi si sarebbero liberati solo tre anni dopo: i diritti relativi allo sfruttamento della Torcia Umana infatti appartenevano alla Universal Studios fin dal 1977 (motivo per cui il personaggio non compariva neppure nel cartone animato di fine anni '70 della NBC). Nel 1986, rientrata la Marvel in possesso dei diritti su tutti i personaggi, la casa di produzione di Eichinger, la Neue Constantin (una delle principali case di produzione tedesche), acquisì i diritti per realizzare un film sul supergruppo per una cifra "non enorme", che voci di corridoio volevano essere di circa 250.000 dollari.
Acquisiti i diritti Eichinger cercò finanziatori per il film fino a quasi la loro scadenza, prevista per il 31 dicembre 1992. L'impresa si rivelò ardua per via del costo eccessivo degli effetti speciali che un film di supereroi avrebbe comportato, dell'ordine delle decine di milioni di dollari (secondo quanto riferito a posteriori da Roger Corman, Bernd Eichinger idealmente cercava un finanziamento da 40 milioni di dollari). Warner Bros. e Columbia Pictures mostrarono interesse nel progetto, ma senza che questo si concretizzasse in un'offerta reale. Se da una parte la DC Comics aveva dimostrato, con la serie di film su Superman degli anni 70/80 e il Batman del 1989, che i film di supereroi potevano rivelarsi dei grandi successi al botteghino, dall'altra nessun personaggio della Marvel Comics era fino a quel momento riuscito a emulare simili risultati, ed anche i progetti cinematografici per altri personaggi di cui la Casa delle Idee aveva ceduto i diritti in quel periodo (come l'Uomo Ragno) si trovavano in una sorta di limbo.
Con l'avvicinarsi della scadenza dei diritti Eichinger decise di realizzare il film (il contratto con la Marvel prevedeva il rinnovo solo se avesse iniziato le riprese prima della scadenza), non un blockbuster come aveva tentato in un primo tempo, ma un prodotto realizzato in economia. Contattò quindi Roger Corman, noto regista e produttore statunitense specializzato in produzioni a basso costo, a cui propose la realizzazione del film con un budget di 1.400.000 dollari, con il vincolo di iniziare i lavori a fine anno, prima della scadenza dei diritti, in modo da poter chiedere poi il rinnovo degli stessi. La regia venne affidata al regista di videoclip (ma con alcune esperienze in campo cinematografico e televisivo) Oley Sassone, gli effetti speciali vennero affidati alla società californiana Mr. Film, al tempo pioniera dell'animazione al computer, mentre John Vulich e Everett Burrel, della Optic Nerve, realizzarono i costumi.
Gli attori protagonisti furono Alex Hyde-White nel ruolo di Mister Fantastic/Reed Richards, Jay Underwood in quelli della Torcia Umana/Johnny Storm, l'attrice televisiva ed ex Miss Nebraska Rebecca Staab in quelli della Donna invisibile/Susan "Sue" Storm (al suo primo ruolo da protagonista in una produzione destinata al grande schermo) e Carl Ciarfalio nel ruolo della Cosa (mentre l'ex giocatore dei Dallas Cowboys Michael Bailey Smith ne interpreta la controparte umana, Ben Grimm). Il film presentava anche il personaggio del Dottor Destino, interpretato da Joseph Culp, anch'egli al suo primo ruolo cinematografico di una certa importanza, e del Gioielliere, quest'ultimo vagamente ispirato all'Uomo Talpa, interpretato da Ian Trigger.
Le riprese durarono 21 giorni, a cavallo tra il dicembre 1992 ed il gennaio 1993, con turni lavorativi anche di 12 ore consecutive, periodo in cui Lee visitò diverse volte il set. Terminate queste iniziò un lento lavoro di post produzione, che si protrasse per diversi mesi. Gli autori delle musiche, David ed Eric Wurst, finanziarono in parte (6.000 dollari) la registrazione delle stesse, effettuate dall'orchestra della Capitol Records.

## Promozione
Il trailer del film venne distribuito insieme a Carnosaur - La distruzione, prodotto dallo stesso Corman, nella primavera del 1993. Terminate le riprese del film il cast iniziò un tour promozionale, con la presentazione di spezzoni di film e sessioni di autografi, toccando anche la San Diego Comic-Con International, e ottenendo la copertina della rivista Film Threat.

## Distribuzione mancata
La prima del film venne inizialmente annunciata per il weekend precedente il Labor Day (ovvero sabato 4 settembre 1993), per poi essere posticipata al 19 gennaio 1994, presso il Mall of America di Minneapolis.
Poco prima di Natale, inaspettatamente per il cast, venne annunciato che il film non sarebbe stato distribuito. All'annuncio della cancellazione della distribuzione si sparse la voce secondo cui il film era solo un ashcan copy, un artefatto realizzato esclusivamente per mantenere i diritti legali sui personaggi. Nonostante ufficialmente non esistessero più copie del film, dopo alcuni anni delle sue riproduzioni, ovviamente non autorizzate, iniziarono a circolare nell'ambito della pirateria home video prima, e del file sharing poi, rendendo quindi pubblico il contenuto del film.
Sassone ha affermato di aver avuto la notizia della mancata distribuzione direttamente da Eichinger e di aver avuto l'impressione che il produttore tedesco originariamente si aspettasse un prodotto più scadente rispetto a quanto poi invece realizzato. Secondo il regista è possibile che la Neue Constantin, dopo la fine delle riprese (che di per sé bastavano per il rinnovo dei diritti), non abbia poi seguito i vari passaggi della postproduzione e non fosse al corrente del, comunque lento, avanzamento di questa che aveva portato al compimento del film.
Nel 2002, con le copie pirata ormai in circolazione da alcuni anni, Stan Lee, nel documentario Stan Lee's Mutants, Monsters & Marvels, affermò che il film era stato pensato fin dall'inizio da Eichinger per non essere mai distribuito, ma lo stesso ne aveva tenuto all'oscuro tutto il cast, compresi il produttore Corman ed il regista Sassone, che invece si erano impegnati al meglio per realizzarlo.
Sia Corman sia Eichinger daranno in seguito versioni differenti da quella di Lee, il primo evidenziando anche i notevoli costi e gli impegni sostenuti per il tour promozionale, decisamente eccessivi per un film che non si sarebbe voluto far uscire. Corman venderà la pellicola, comunque con profitto, a Eichinger (grazie a una clausola contrattuale, che permetteva l'acquisto da parte del produttore tedesco della stessa, fino a 90 giorni dal termine della produzione), il quale, come si scoprirà solo nel 2003 (durante una conferenza stampa relativa al film Spider-Man), l'avrebbe poi subito ceduta per alcuni milioni di dollari ad Avi Arad, da pochi mesi tra gli amministratori della Marvel Entertainment. Secondo Eichinger, Arad aveva intenzione di distruggere la copia del film, probabilmente temendo che una produzione a basso costo su un brand così importante avrebbe potuto affossare tutti i futuri progetti cinematografici basati sulle proprietà della casa editrice.
La volontà di rimandare la realizzazione del film definitivo destinato alla distribuzione internazionale fu probabilmente anche influenzata dalla massiccia quantità di effetti speciali di cui il film necessitava e dalla consapevolezza che gli effetti digitali dell'industria cinematografica erano in quegli anni in una fase di rapida evoluzione.
Nel 1994 lo stesso Eichinger, che aveva mantenuto i diritti, propose a Chris Columbus, reduce dai successi di Mamma, ho perso l'aereo e Mrs. Doubtfire - Mammo per sempre, di realizzare un nuovo film sul gruppo, con un budget di 40 milioni di dollari, ma, dopo aver dato il via alla preproduzione nel 1996, questo progetto finì arenato.

## Accoglienza

### Critica
Nel sito di aggregazione di recensioni Rotten Tomatoes, il film ha un punteggio di approvazione del 27%, basato su 11 recensioni, con un voto medio di 4,4 / 10.
Secondo il giornalista di Esquire Barry Thompson il film, seppur ricco di difetti negli economici effetti speciali e a volte teatralmente eccessivo, è al di sopra dei seguenti I Fantastici 4 e I Fantastici 4 e Silver Surfer. 
Nel novembre del 1998 il periodico Wizard Magazine lo inseriva tra le ultime posizioni della sua classifica dei "50 Top Comic Movies of All Time (...and Some So Bad You've Just Got to See Them)", ma in una posizione superiore a Batman & Robin, Steel, Yado e Virus, tutti realizzati con budget nettamente superiori e regolarmente distribuiti nei cinema, ma con recensioni negative.
Secondo Screen Rant il film è "un prodotto scadente frutto della sua epoca e delle sue circostanze", ma realizzato con "sincerità e un fascino innocente".

## Influenza culturale
- Nel 2013 un arco narrativo principale della quarta stagione della serie televisiva Arrested Development - Ti presento i miei riguardava il tentativo di Tobias Fünke di mettere in scena un musical basato su The Fantastic Four. L'ambientazione per la storia riguardava il suo rapporto romantico con un'attrice che aveva interpretato Sue Storm in un film dei Fantastici quattro inedito. Questo retroscena è la parodia dello sviluppo del film di Corman del 1994[11]  e la trama è una lunga satira su varie battaglie per i diritti dei fumetti.
- Nel 2014, un trailer per il documentario Doomed! The Untold Story di "The Fantastic Four" di Roger Corman è uscito con Corman e il resto del cast e della troupe spiega cosa è accaduto con il film e la sua produzione.[12][13] Il documentario è stato distribuito a luglio 2015.[14]